# Heygendorf
Heygendorf é uma localidade e antigo município da Alemanha localizado no distrito de Kyffhäuserkreis, estado da Turíngia. Pertence ao Verwaltungsgemeinschaft de Mittelzentrum Artern. Desde janeiro de 2019, forma parte do município de Artern.